# Viola insolita
Viola insolita är en violväxtart som beskrevs av H. D. House. Viola insolita ingår i släktet violer, och familjen violväxter. Inga underarter finns listade i Catalogue of Life.